# Джасмін Блокер
Джасмін Блокер (англ. Jasmine Blocker) (нар. 9 червня 1992) — американська легкоатлетка, спринтерка.
На чемпіонаті світу-2019 спортсменка здобула «золото» в змішаній естафеті 4×400 метрів, взявши участь у забігу та ставши співавторкою (разом з Тайреллом Річардом, Джессікою Беард та Обі Ігбокве) першого в історії світового рекорду в змішаній естафеті 4×400 метрів (3.12,42). Цей рекорд протримався один день. Наступного дня, у фіналі дисципліни, американський квартет у складі Вілберта Лондона, Еллісон Фелікс, Кортні Около та Майкла Черрі перевершив це досягнення майже на 3 секунди (3.09,84).